# Lake Conjola
Lake Conjola is een plaats in de Australische deelstaat New South Wales en telt 612 inwoners (2001).